# Taxonomie van de slangen
De taxonomie van de slangen is de indeling van de slangen (Serpentes) in kleinere groepen als families, onderfamilies en geslachten. De indeling van de slangen is sinds zijn ontstaan aan verandering onderhevig als gevolg van een steeds verder voortschrijdend inzicht als gevolg van een constante aanvoer van nieuwe gegevens.

## Klassieke indeling
In de klassieke indeling worden de slangen verdeeld in drie superfamilies en 18 families volgens onderstaande lijst. Zie voor een uitgebreide tabel de lijst van families van slangen.
- Superfamilie Typhlopoidea
  - Familie Anomalepididae
  - Familie Wormslangen (Typhlopidae)
  - Familie Draadwormslangen (Leptotyphlopidae)
- Superfamilie Henophidia
  - Familie Woelslangen (Aniliidae)
  - Familie Anomochilidae
  - Familie Boa's (Boidae)
  - Familie Bolyeridae
  - Familie Cilinderslangen (Cylindrophiidae)
  - Familie Mexicaanse pythons (Loxocemidae)
  - Familie Dwergboa's (Tropidophiidae)
  - Familie Schildstaartslangen (Uropeltidae)
  - Familie Aardslangen (Xenopeltidae)
- Superfamilie Xenophidia
  - Familie Wrattenslangen (Acrochordidae)
  - Familie Stilettoslangen (Atractaspididae)
  - Familie Gladde slangen (Colubridae)
  - Familie Koraalslangachtigen (Elapidae)
  - Familie Adders (Viperidae)

## Een nieuwe indeling

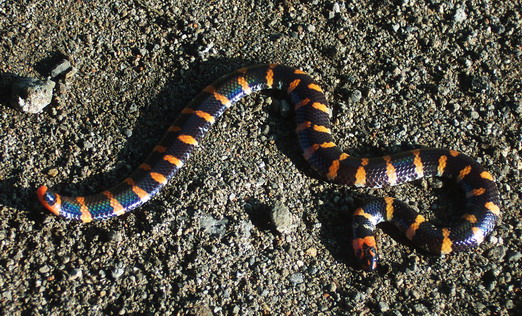
Pijpslangen

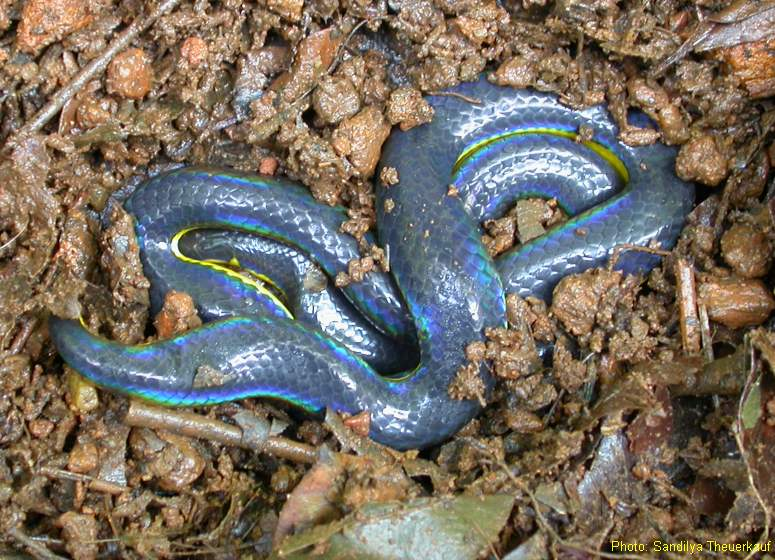
Schildstaartslangen

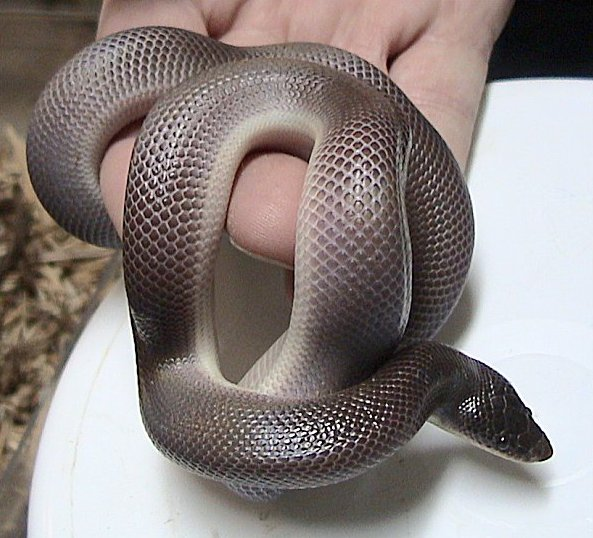
Loxocemidae

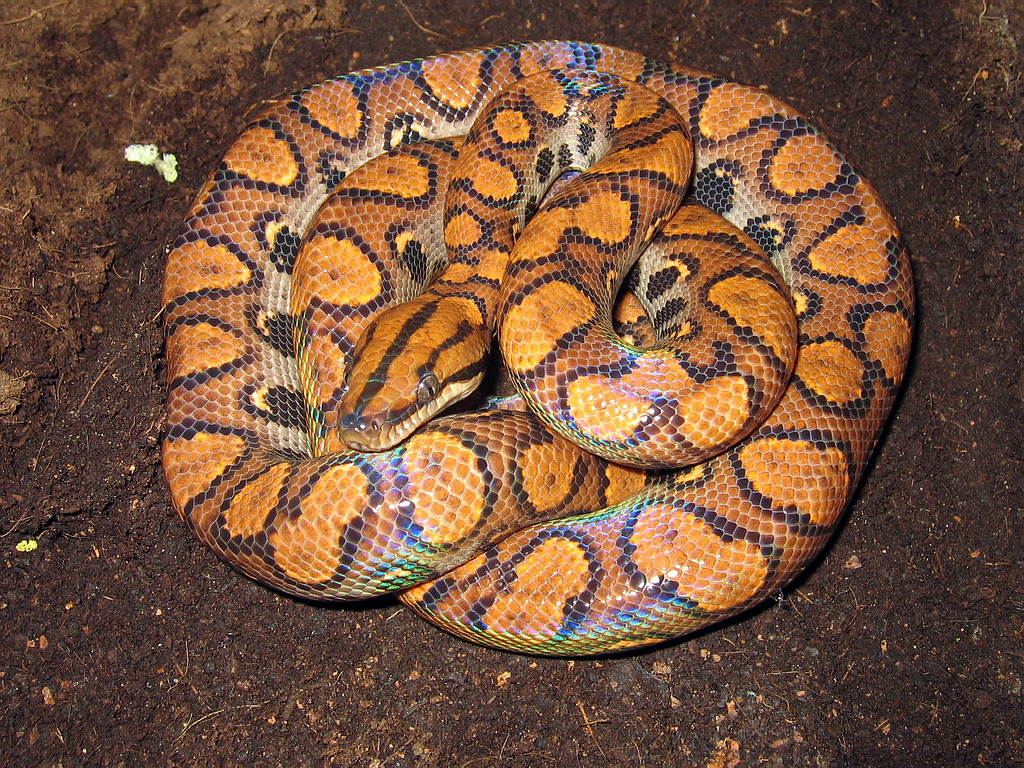
Boinae

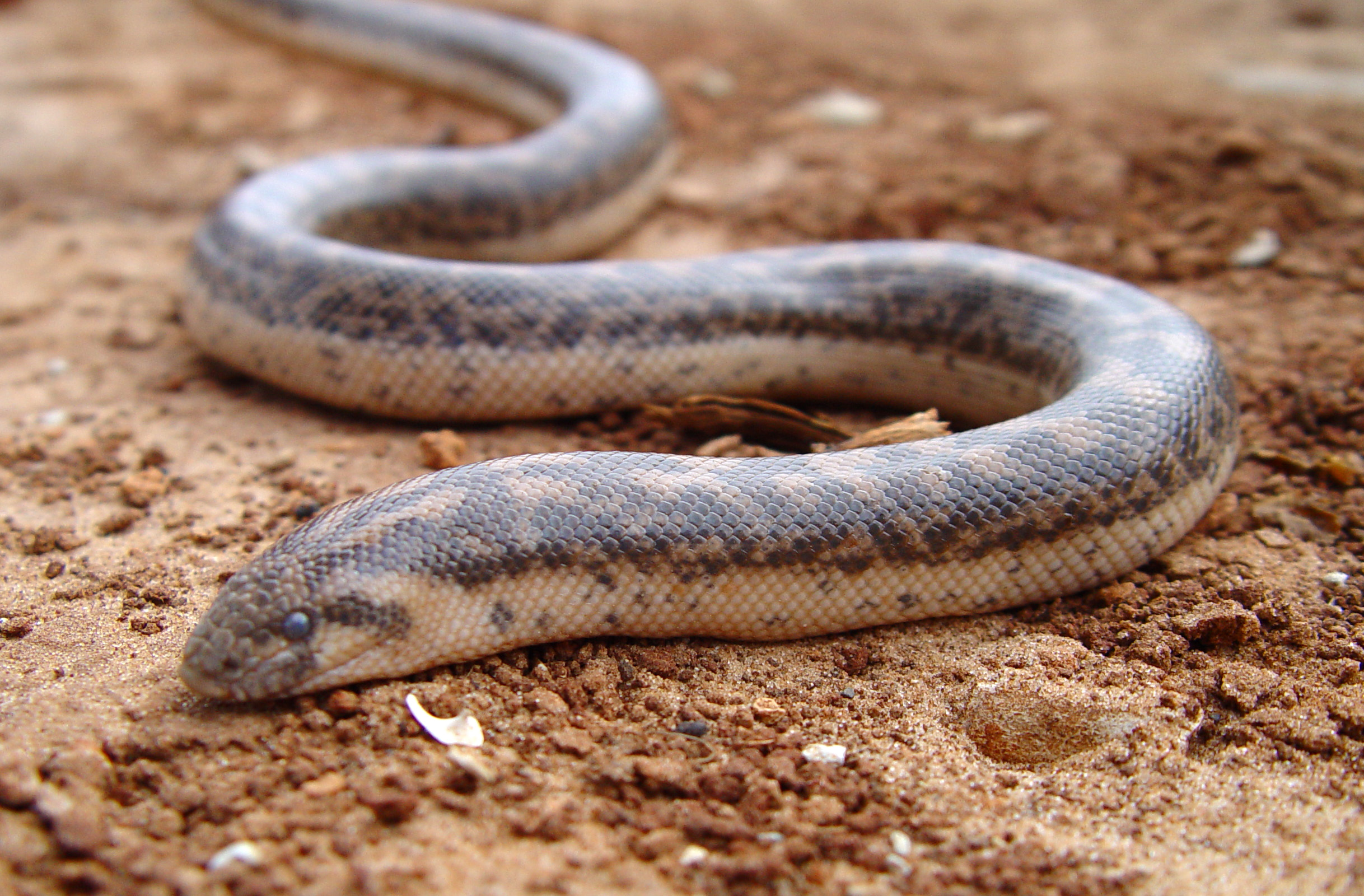
Erycinae

Op basis van onderzoek van Michael S.Y. Lee en anderen naar zowel moleculaire als morfologische eigenschappen is er een nieuwe indeling die steeds meer wordt gebruikt. Deze indeling verdeelt de slangen in zes superfamilies, waarbij verschillende families nog niet werden ingedeeld bij een van de hoofdgroepen. In 2019 werd door Zaher en anderen de superfamilie Colubroidea verdeeld in twee superfamilies, naast de bestaande werd de groep Elapoidea benoemd. De grote groep van de adders is bij deze nieuwste indeling echter buiten de bestaande groepen geplaatst. 
Onderorde Ophidia (Serpentes)
- Superfamilie Acrochordoidea
  - Familie Acrochordidae (Wrattenslangen)
- Superfamilie Uropeltoidea
  - Familie Anomochilidae
  - Familie Cylindrophiidae (Cilinderslangen)
  - Familie Uropeltidae (Schildstaartslangen)
- Superfamilie Pythonoidea
  - Familie Loxocemidae (Spitskoppythons)
  - Familie Pythonidae (Pythons)
  - Familie Xenopeltidae (Aardslangen)
- Superfamilie Booidea
  - Familie Boidae (Boa's)
    - Onderfamilie Boinae (Echte boa's)
    - Onderfamilie Calabariinae
    - Onderfamilie Candoiinae
    - Onderfamilie Charininae
    - Onderfamilie Erycinae
    - Onderfamilie Sanziniinae
    - Onderfamilie Ungaliophiinae
- Superfamilie Colubroidea
  - Familie Colubridae (Toornslangachtigen)
    - Onderfamilie Ahaetuliinae
    - Onderfamilie Calamariinae
    - Onderfamilie Colubrinae
    - Onderfamilie Dipsadinae
    - Onderfamilie Grayiinae
    - Onderfamilie Natricinae (Waterslangen)
    - Onderfamilie Pseudoxenodontinae
    - Onderfamilie Sibynophiinae
- Superfamilie Elapoidea
  - Familie Atractaspididae
    - Onderfamilie Aparallactinae
    - Onderfamilie Atractaspidinae

  - Familie Cyclocoridae
  - Familie Lamprophiidae
  - Familie Prosymnidae
  - Familie Psammophiidae
  - Familie Pseudaspididae
  - Familie Pseudoxyrhophiidae
  - Familie Elapidae
    - Onderfamilie Elapinae
    - Onderfamilie Hydrophiinae
- Superfamilie Typhlopoidea
  - Familie Anomalepididae
  - Familie Gerrhopilidae
  - Familie Typhlopidae (Wormslangen)
  - Familie Leptotyphlopidae (Draadwormslangen)
    - Onderfamilie Leptotyphlopinae
    - Onderfamilie Epictinae

  - Familie Xenotyphlopidae

De onderstaande groepen zijn nog niet opgenomen in een van bovenstaande superfamilies:
- Familie Aniliidae (Woelslangen)
- Familie Bolyeriidae
- Familie Homalopsidae
- Familie Pareatidae (Pareidae)
- Familie Tropidophiidae (Dwergboa's)
- Familie Viperidae (Adders)
  - Onderfamilie Azemiopinae
  - Onderfamilie Crotalinae (Groefkopadders)
  - Onderfamilie Viperinae (Echte adders)
- Familie Xenodermatidae
- Familie Xenophidiidae